# Fast Loud Death
Fast Loud Death – debiutancki album studyjny fińskiej thrash metalowej grupy Lost Society. Wydawnictwo ukazało 25 marca 2013 roku nakładem wytwórni Nuclear Blast. Na płycie znalazło się 13 premierowych utworów. Za produkcję albumu odpowiedzialny był znany fiński producent i muzyk zespołu Thunderstone, Nino Laurenne.

## Lista utworów
| Nr  | Tytuł utworu                 | Długość |
| --- | ---------------------------- | ------- |
| 1.  | „N.W.L.”                     | 2:22    |
| 2.  | „Thrash All Over You”        | 3:41    |
| 3.  | „E.A.G.”                     | 2:20    |
| 4.  | „Kill (Those Who Oppose Me)” | 2:17    |
| 5.  | „Bitch, Out' My Way”         | 4:02    |
| 6.  | „Fast Loud Death”            | 3:26    |
| 7.  | „Lead Through the Head”      | 3:14    |
| 8.  | „Diary of a Thrashman”       | 2:42    |
| 9.  | „Toxic Avenger”              | 1:08    |
| 10. | „This Is Me”                 | 2:43    |
| 11. | „Braindead Metalhead”        | 3:27    |
| 12. | „Piss Out My Ass”            | 2:00    |
| 13. | „Fatal Anoxia”               | 2:27    |
|     |                              | 35:49   |

| Utwory bonusowe iTunes | Utwory bonusowe iTunes           | Utwory bonusowe iTunes |
| Nr                     | Tytuł utworu                     | Długość                |
| ---------------------- | -------------------------------- | ---------------------- |
| 1.                     | „Escape from Delirium”           | 4:08                   |
| 2.                     | „I Stole Your Love” (cover Kiss) | 3:23                   |
|                        |                                  | 7:31                   |

## Twórcy
| Zespół Lost Society w składzie - Samy Elbanna – wokal prowadzący, gitara - Arttu Lesonen – gitara - Mirko Lehtinen – gitara basowa - Ossi Paananen – perkusja | Inni - Nino Laurenne – produkcja muzyczna |